# El Triunfo (Buenos Aires)
El Triunfo es una localidad del partido de Lincoln, provincia de Buenos Aires, Argentina.

## Características
EL TRIUNFO es un pueblo ubicado en el partido de Lincoln, en la provincia de Buenos Aires y está a 346 km de la ciudad autónoma de Buenos Aires. Su único acceso es mediante la ruta provincial 50 y está a 25 km de Lincoln, la capital del partido. Cuenta con los servicios públicos básicos, construcciones tanto modernas como antiguas.

## Economía, Educación y Salud
A pesar de ser pequeño, es la localidad más progresista del partido, y actualmente su economía gira en relación con las actividades agropecuarias. La educación es privilegiada (se puede notar tranquilamente con las creaciones de escuelas últimamente.). Entre las instituciones que se encuentran las más destacadas son: El jardín de infantes N.º 903, la escuela 24, el Club Atlético Y Social El Triunfo, la Cooperativa eléctrica, la delegación municipal, el colegio secundario Instituto Juan Bautista Alberdi,etc.
En salud se encuentra funcionando la Unidad Sanitaria 

## Historia
El primer asentamiento humano tuvo su origen con la construcción del Fuerte Triunfo. El remate de solares, quintas y chacras fue realizado por el martillero Rómulo García Piñeiro, el 18 de abril de 1909, fecha que el Archivo Público General, estima fundacional. El plano urbano fue realizado por el agrimensor Antonio Carvalho, ese mismo año. En agosto de 1909 fue habilitada la estación ferroviaria. A partir de este hecho fue desarrollándose una población, la cual basó su economía en las actividades agropecuarias. El 20 de febrero de 1916 la firma Adolfo Bullrich y Cía. efectuó el remate judicial del establecimiento "El Moro", a pocas cuadras de la estación y del casco original del pueblo, dando lugar a otro fraccionamiento y a la construcción de viviendas, afianzando al pueblo en expansión. En la década de 1940 funcionaban la Escuela N.º 24, la Sociedad General M. Balcarce, el Club Atlético y Social El Triunfo y la Sociedad de Socorros Mutuos Italiana. También progresaron el comercio y la industria. En las tierras circundantes prosperaron agricultores de cereales, papas y alfalfa, las estancias y la actividad tambera.

## Población
Cuenta con 1,543 habitantes (Indec, 2010), lo que representa una disminución del 1,08% frente a los 1,560 habitantes (Indec, 2001) del censo anterior.
| Gráfica de evolución demográfica de El Triunfo entre 1991 y 2010 |
|                                                                  |
| Fuente: Censos nacionales del INDEC                              |

## Deporte
El Pueblo Cuenta con el Club Atlético Y Social El Triunfo, donde se encuentra el equipo de fútbol, que actualmente juega en la Liga Regional De Lincoln.
También cuenta con un equipo de Hockey mixto, que realizan sus entrenamientos en el polideportivo C.A.S.E.T

## Arte, Música y Danza
- El pueblo tiene su propia banda, de folklore: "Los Huilquis", actualmente tienen un disco de 10 canciones llamado "Tan Sencillo".
- Rodrigo Etchart - Cantante

- Escuela de Danzas Folklóricas El Reencuentro, (Perteneciente al I.D.A.F) a cargo de la profesora Virginia Carp.
- Estudio de Danzas Nicole Wyllie (Iniciación a la danza, danzas clásicas, danzas contemporáneas) Realizan sus presentaciones de fin de año en el salón de C.A.S.E.T.
- Artesana Mary González, ha realizado varias obras en la localidad, a partir de árboles talados, además de sus otras atesanias como mates, tablas, tutores para jardín, ceniceros, cucharas, etc.
- Fabián Zanassi, gran artesano cuchillero de la localidad.

- Se ha realizado una muestra fotográfica "La vida como un rompecabezas" a cargo de la fotógrafa Laura Sánchez. Su obra se encuentra registrada, mediante fotografías, en su página de Facebook (https://www.facebook.com/media/set/?set=a.1940070002819189&type=3)

## Religión
El pueblo cuenta con dos iglesias, la iglesia católica y la capilla de Santa Teresita del Niño Jesús,
e Iglesia Cristiana Evangélica Ríos de Vida, la cual realiza diferentes actividades para toda la comunidad.
https://www.facebook.com/IglesiaRiosDeVidaElTriunfo
Sus actividades son: 
"Octubrillante" que se realiza a fines de octubre y esta orientado para los más pequeños y sus familias.
"Espacio Joven RDV" Un espacio para que los más jóvenes puedan disfrutar de un momento de películas, juegos, comida y reflexión. 
"Té y Charla" Es un espacio donde se reúnen solo mujeres, para compartir un té y dialogar. 
"Ropero Comunitario" Se encuentra abierto todos los jueves en Av. San Martín y 9 de Septiembre.
"Reunión General" Todos los sábados de 10 a 11:30 a. m.. 